# زمالة الجمعية الملكية لإدنبرة
زمالة الجمعية الملكية في إدنبرة (FRSE) هي جائزة تُمنح للأفراد الذين اعتبرتهم الجمعية الملكية في إدنبرة، الأكاديمية الوطنية الإسكتلندية للعلوم والآداب، «متميزين بشكل بارز في موضوعهم». حصلت هذه الجمعية على ميثاق ملكي في عام 1783 يسمح بتوسيعها.